# 沙拉基人
沙拉基人（沙拉基语：‎），又名木爾塔尼，是巴基斯坦旁遮普人的一個分支，使用旁遮普語沙拉基方言。
他們多數是穆斯林，少數是基督徒、巴哈伊教信徒、印度教徒和錫克教徒。
1947年巴基斯坦獨立後沙拉基人中的印度教徒和錫克教徒移回印度，而相當一部分人生活在阿富汗和波斯灣國家。